# Хобсон, Джейн
Джейн Хобсон (англ. Jane Hobson, урождённая Флора Джейн Бедекер, Flora Jane Boedeker, в замужестве с 1950 г. Шеперд, Shepherd; 17 марта 1918, Марри, штат Небраска — 28 июля 1984, Хантингтон, штат Западная Виргиния) — американская певица (меццо-сопрано) и музыкальный педагог.
Окончила Американскую консерваторию в Фонтенбло и Консерваторию Цинциннати. В 1945 г. выиграла Наумбурговский конкурс молодых исполнителей, после чего взяла в качестве сценического псевдонима фамилию своей бабушки Хобсон.
Высшим достижением исполнительской карьеры Хобсон является участие в записи Девятой симфонии Бетховена Кливлендским оркестром под управлением Джорджа Селла (1961). В 1958—1983 гг. Хобсон преподавала в Университете Маршалла в Хантингтоне, среди её учеников, в частности, Фейт Ишем.